# 何丙郁
何丙郁（英語：Ho Peng-Yoke，1926年4月4日—2014年10月18日），中国科学技术史专家，李约瑟主持的《中国的科学与文明》（《中国科学技术史》）项目的重要研究成员和作者。英国剑桥大学李约瑟研究所所长。

## 生平
1926年出生，中華民國中央研究院第十七屆（人文及社會科學組）院士，2014年逝世於澳洲。

## 研究和著述

### 書籍
- 《海納百川 :科技發源與交流史》
- 《中國科技史概論》(Outline of History of Science and Technology in China)——与何冠彪（Ho Kuan-Piao）合著，1983年出版于香港。
- 《我與李約瑟》——香港三联，1985
- Chinese mathematical astrology : reaching out to the stars (Routledge 2003)
- 《敦煌殘卷占雲氣書研究》——与何冠彪合著
- Li, Qi and Shu: An Introduction to Science and Civilization in China(《理、气、数：中国科学和文明概要》)——香港，1985
- 何丙郁：《學思歷程的回憶：科學、人文、李約瑟》(新加坡：八方文化創作室，2006年)

### 论文
- Ho Peng-Yoke  何丙郁. 1973. "Magic Squares in East and West". Papers on Far Eastern History, Australian National University, Dept. of Eastern History, 8 (1973): 115-41.
- Ho Peng-Yoke  何丙郁. 1991. "Chinese Science: The Traditional Chinese View". Bulletin of the School of Orient and African Studies, Univ. of London, vol. LIV, Part 3: 506-19.
- 何丙郁 ＜「紫微斗數」與星占學的淵源＞，《歷史月刊》第68期，頁50～56。
- 何丙郁 ＜中國古代術數研究＞，《行政院國家科學委會專題研究計劃成果報告》，中央研究院、歷史研究所，1995年6月。
- 何丙郁 ＜太乙術數與《南齊書．高帝本紀上》史臣曰章＞，《中央研究院歷史語言研究所集刊》，第67本，第2分，1996年6月。
- 何丙郁 ＜試探太乙術數在史學上所扮演角色：以《南齊書，高帝本紀上》史臣曰章為例＞。＜太乙術數及其對傳統科學之影響＞。＜九宮圖在科技史上所扮演角色：太乙和遁甲在宋代軍事上的應用＞，《行政院國家科學委會專題研究計劃成果報告》，中央研究院、歷史研究所，1995年6月（微片資料）。